# Каролі Гундель
Каролі Гундель (угор. [ˈkaːroj ˈɡundɛl]; 23 вересня 1883 — 28 листопада 1956) — угорський ресторатор, бізнес-магнат, філантроп, письменник кулінарних робіт і колишній власник ресторану Gundel.

## Сім'я
Каролі Гундель народився 23 вересня 1883 року в Будапешті в сім'ї Йоганна Гунделя, німецького ресторатора баварського походження, який емігрував до Угорщини в 1857 році. Його мати - Анна Коммер. З 5 дітей саме Каролі успадкував пристрасть свого батька до професії громадського харчування та його гастрономічний геній. У 1907 році він одружився з Маргіт Бласутіг. У них було 13 спільних дітей.
Його онуками були Золтан Латинович, Іштван Буйтор та Каролі Френрайш.

## Життя
Після торгової школи з 1900 р. навчався ремеслу у відомих ресторанах Швейцарії, Німеччини, Англії та Франції. З 1906 по 1908 рр. був секретарем у готелі в Татранській Ломниці. У 1908 р. став директором. У 1910 році він купив ресторан Вампетич (згодом він став рестораном Gundel). З 1937 року Каролі Гундель також керував рестораном готелю Gellért. Постійними гостями його ресторанів були багато відомих політиків, художників, провідних представників ділового життя. Його кулінарні книги були найкращими і найвідомішими в угорській гастрономії. Він писав іноземними мовами, проводив кулінарні демонстрації та виставки, популяризував угорську кухню, сприяючи розвитку туризму. Він також був одним із лідерів угорських рестораторів, готельєрів та промисловості. 

## Книжки
- Маленька угорська кулінарна книга. Верлаг Корвіна, Будапешт, 1999 (вперше видана в Аугсбургу в 1934 р.).
- Розвиток угорської кухні до кінця 18 століття. 1943 р.
- Мистецтво приймати гостей.
- Індустрія громадського харчування.
- Угорська кухня. Книга рецептів. 1934 р. німецькою, 1937 р. угорською мовою.
- 120 справжніх угорських страв. Мюнхен, 1956 р.
- Угорські рецепти приготування. Будапешт, 1956 р.